# 잉가 스웬슨

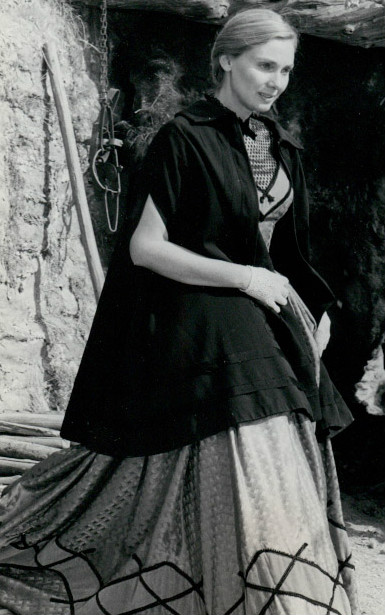

잉가 스웬슨(Inga Swenson, 1932년 12월 29일~2023년 7월 23일)는 미국의 배우이다.
오마하에서 태어났다.

## 영화
- 베이 코번(1987년)
- 남과 북 2(1986년)
- 남과 북(1985년) - 모드 하자드 역
- 립스틱(1976년)
- 명탐정 바나비 존즈(1973년)
- 닥터 게논(1969년)
- 애드바이즈 앤 컨센트(1962년) - 엘렌 앤더슨 역
- 미라클 워커(1962년)
- 워싱턴 정가(1962년)
- 보난자(1959년)
- 올리버 트위스트(1959년)